# Рольовий бойовик
Рольовий бойовик (англ. action RPG від action role-playing game; скорочено ARPG та action/RPG) — піджанр рольових відеоігор (RPG), в якому важливу частину займають елементи жанру бойовик. У таких відеоіграх гравець має повний контроль над своїм персонажем у реальному часі, а результат бою чи вирішення головоломки залежать не тільки від характеристик персонажа, але і від швидкості та вправності гравця.

## Найвизначніші ігри
- Diablo
- Grim Dawn
- Vampire: The Masquerade – Bloodlines
- Deus Ex
- Fallout 3
- Gothic